# Diapheromerinae
A Diapheromerinae a rovarok (Insecta) osztályának a botsáskák (Phasmatodea) rendjébe, ezen belül a Diapheromeridae családjába tartozó alcsalád.

## Rendszerezés
Az alcsaládba az alábbi nemzetségek és nemek tartoznak:
- Diapheromerini Zompro, 2001
  - Alienobostra
  - Bacteria
  - Bactricia
  - Bostra
  - Calynda
  - Caribbiopheromera
  - Caulonia
  - Clonistria
  - Diapheromera
  - Dyme
  - Globocalynda
  - Libethra
  - Libethroidea
  - Litosermyle
  - Manomera
  - Megaphasma
  - Oncotophasma
  - Paracalynda
  - Paraclonistria
  - Paraphanocles
  - Phanocles
  - Phanocloidea
  - Phantasca
  - Pseudoceroys
  - Pseudosermyle
  - Pterolibethra
  - Rhabdoceratites
  - Rugosolibethra
  - Sermyle
  - Spinopeplus
  - Trychopeplus
- Ocnophilini Günther, 1953
  - Dubiophasma
  - Exocnophila
  - Ocnophila
  - Ocnophiloidea
  - Parocnophilia
- Oreophoetini Zompro, 2001
  - Oreophoetes
  - Oreophoetophasma